# Národní hřbitov St. Augustine
Národní hřbitov St. Augustine je národní hřbitov Spojených států amerických, který se nachází ve městě St. Augustine v St. Johns County na Floridě. Nachází se na pozemku vojenského zařízení známého jako St. Francis Barracks, státního ústředí floridské národní gardy. Leží na ploše 1,4 akrů, a ke konci roku 2005 zde bylo pohřbeno 2788 osob. Spravován Ministerstvem pro záležitosti veteránů Spojených států, je v současné době uzavřen pro nové pohřby.
V roce 2016 byl zapsán do National Register of Historic Places.
V roce 1828 se v oblasti hřbitova uskutečnil první obřad a byl poté používán jako hřbitov pro vojáky umístěné v St. Francis Barracks a veterány indiánských válek, včetně mnohých, kteří byli přemístěni z pohřebiště v Seminole. Během americké občanské války byl St. Augustine původně nárokován Konfederací, ale byl rychle obsazen unijními silami a zůstal v rukou Unie po zbytek války. Po válce byl hřbitov rozšířen a zveleben a v roce 1881 se stal národním hřbitovem. Hřbitov také obsahuje hroby 5 britských vojáků z druhé světové války, vojáka Royal Corps of Signals a 4 letecké důstojníky Royal Naval Volunteer Reserve.